# Памятник Торкуато де Альвеару
Памятник первому мэру Буэнос-Айреса Торкуато де Альвеару (исп. Monumento al Intendente Torcuato María de Alvear) расположен на площади, названной его же именем, в конце улицы Авенида Альвеар в районе Реколета.
Памятник, открытый в 1900 году, через десять лет после смерти Альвеара, представляет собой дорическую колонну из каррарского мрамора, на которой стоит аллегорическая крылатая фигура Славы. В нижней части памятника находится бюст мэра, увенчанный пальмовыми ветвями — традиционным христианским символом триумфа над смертью.
Основание памятника с трёх сторон украшено барельефами, изображающими основные достижения Альвеара на посту градоначальника: открытие улицы Авенида-де-Майо, строительство городских мостовых, перепланировка района Реколета. С четвёртой стороны выбито имя и даты его жизни и пребывания на посту мэра. Основание колонны стоит на трёх больших каменных ступенях, к которым ведёт лестница. Авторы памятника — скульпторы А. Йонс (A. Jons) и Хуан Лауэр.
После пышной церемонии открытия памятника, сопровождаемой военным парадом, репортёры журнала «Лица и Маски» критиковали памятник за излишнюю скромность и несоответствие масштабу значимости личности Альвеара для города и выражала надежду, что со временем он будет заменён на нечто более попмезное. Однако спустя более ста лет памятник остаётся без изменений.